# Zbýšov (Vyškovi járás)
Zbýšov település Csehországban, Vyškovi járásban. Zbýšov Hostěrádky-Rešov, Šaratice, Hrušky, Blažovice, Jiříkovice, Prace és Křenovice településekkel határos. Lakosainak száma 730 fő (2024. január 1.).

## Népesség
A település lakosságának változását az alábbi diagram mutatja:
| Lakosok száma | 438  | 564  | 639  | 581  | 471  | 410  | 643  | 680  | 708  | 730  |
|               | 1869 | 1890 | 1921 | 1950 | 1980 | 2001 | 2017 | 2019 | 2022 | 2024 |